# Roman Vetulani
Roman Wawrzyniec Vetulani (ur. 8 sierpnia 1849 w Bochni, zm. 12 sierpnia 1906 w Zawoi) – polski nauczyciel filologii klasycznej, c. k. profesor w C.K. Gimnazjum w Sanoku, propagator wychowania fizycznego, działacz społeczny, aktywista i sekretarz sanockiego gniazda Polskiego Towarzystwa Gimnastycznego „Sokół”, radny miasta Sanoka, członek honorowy Macierzy Szkolnej Księstwa Cieszyńskiego, porucznik rezerwy piechoty C.K. Armii i C.K. Obrony Krajowej.
Ojciec Kazimierza, Zygmunta, Tadeusza i Adama.

## Życiorys

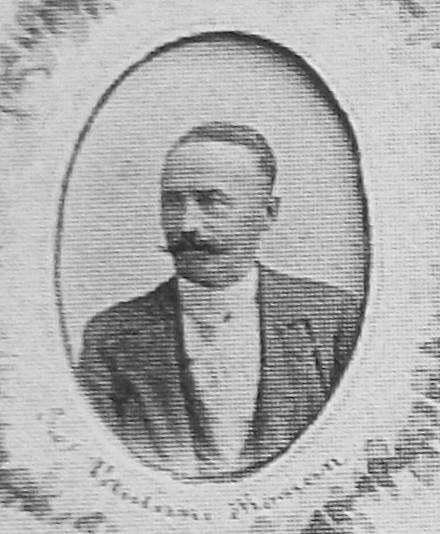
Roman Vetulani ok. 1898

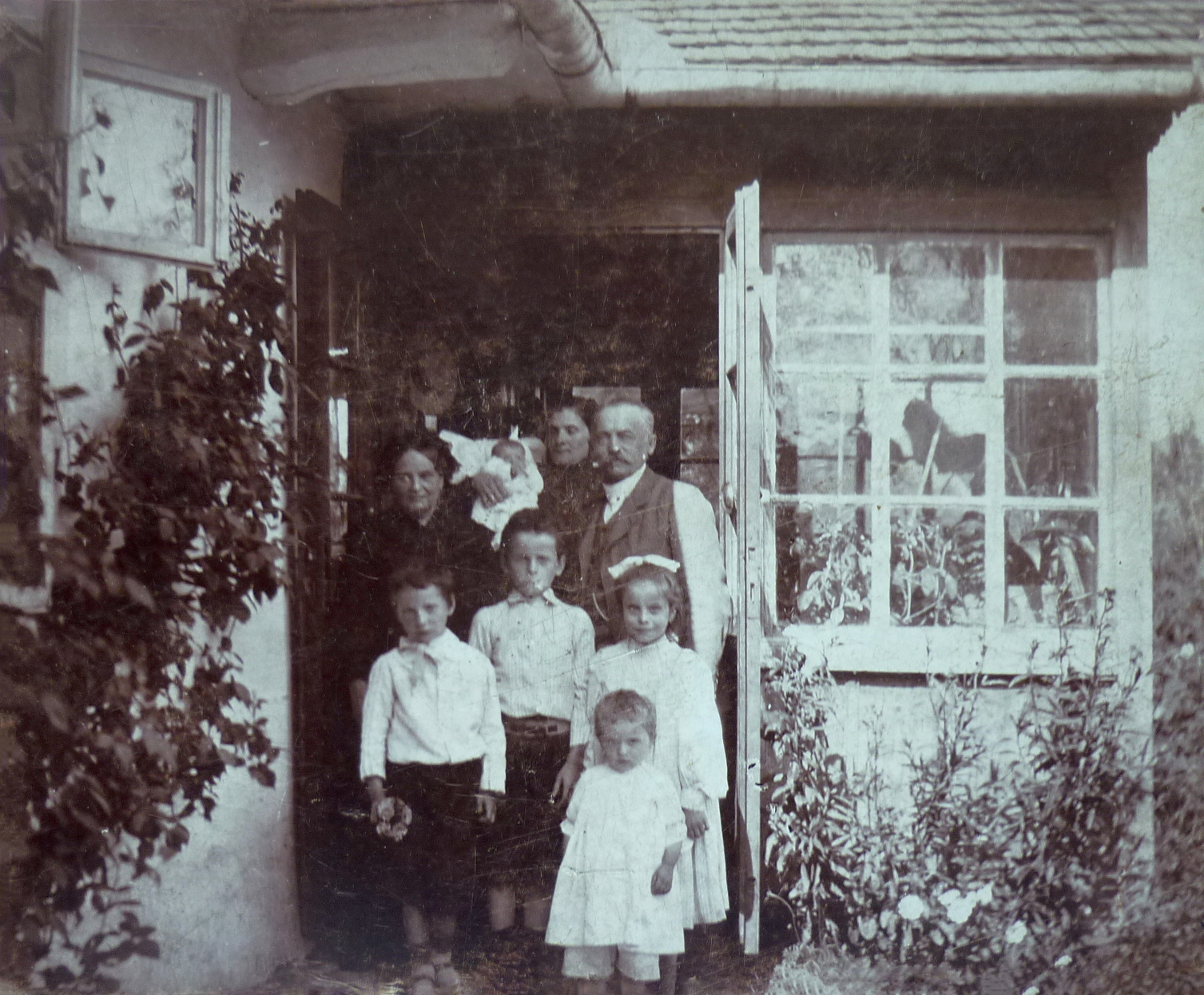
Rodzina Vetulanich w 1905

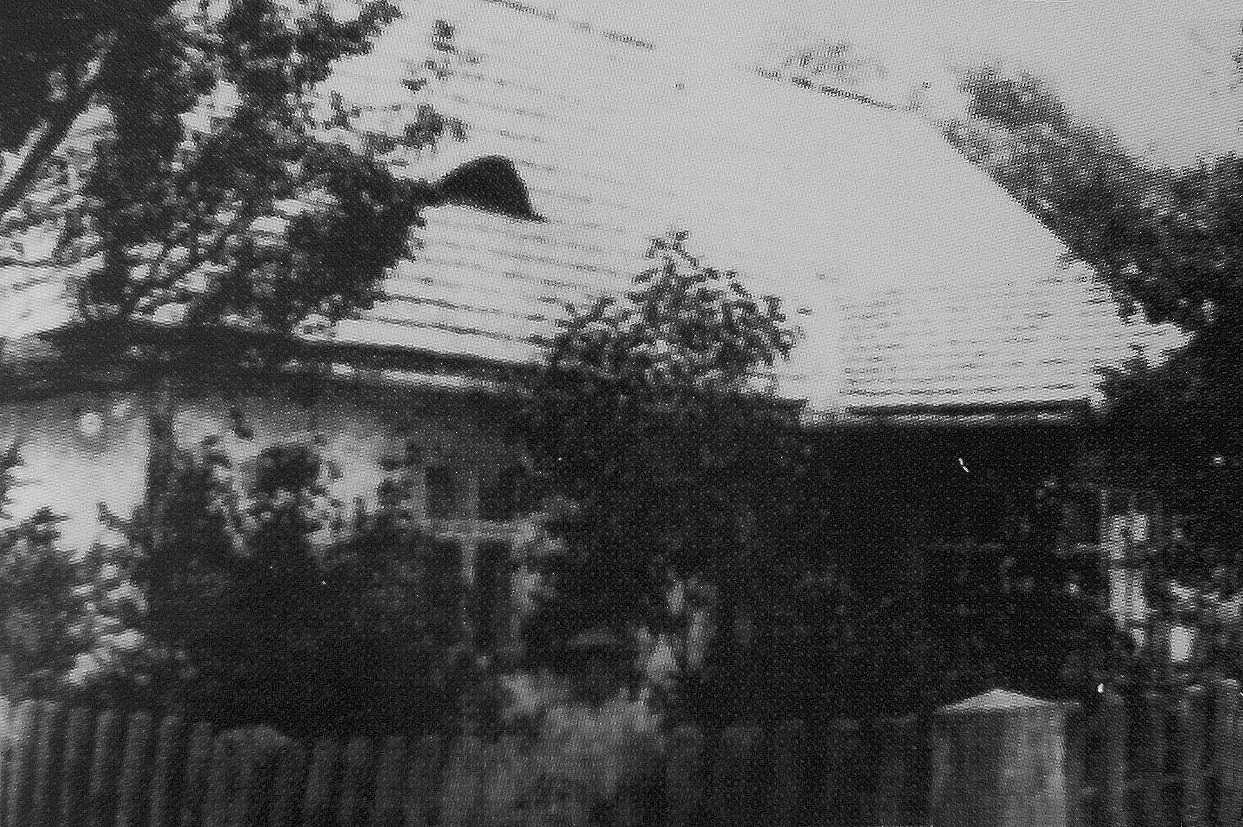
Dom Vetulanich przy ulicy Floriańskiej w Sanoku

Roman Vetulani urodził się 8 sierpnia 1849 w Bochni. Był synem Michała Vetulaniego (zm. 1879 w wieku 73 lat) i Franciszki z domu Śliwińskiej (zm. 1891 w wieku 71 lat).
Miał rodzeństwo: braci Jana (buchaltera Kolei Żelaznej Nadwiślańskiej w Warszawie oraz Towarzystwa Dobroczynności w Warszawie, ur. 1842; zm. 31 grudnia 1918 w Warszawie w wieku 76 lat) i Franciszka (1856–1921, inżyniera) oraz siostry Anielę i Józefę. Rodzina Vetulanich, wywodząca się z Toskanii, sprowadziła się do Polski w XVIII wieku.
W rodzinnej Bochni ukończył szkołę powszechną i niższe gimnazjum. Po ukończeniu wyższego gimnazjum we Lwowie odbył studia w zakresie filologii klasycznej na Wydziale Filozoficznym Uniwersytetu Franciszkańskiego we Lwowie. W C.K. Armii został awansowany na stopień porucznika piechoty liniowej z dniem 1 stycznia 1871. Od tego czasu do około 1879 był oficerem 80 pułku piechoty ze Lwowa, pozostając w rezerwie tej jednostki. Następnie został przeniesiony do C.K. Obrony Krajowej i zweryfikowany w stopniu porucznika piechoty z dniem 1 stycznia 1871. Około 1880–1881 był oficerem w stanie nieaktywnym, przydzielonym do galicyjskiego batalionu piechoty obrony krajowej nr 63 we Lwowie.
26 września 1875 jako kandydat stanu nauczycielskiego został mianowany suplentem (zastępcą nauczyciela) w C.K. II Gimnazjum we Lwowie z wykładowym językiem niemieckim. Dysponując egzaminem w zakresie nauczania filologii klasycznej w niższych gimnazjach uczył języków łacińskiego, niemieckiego, polskiego, greckiego.
Reskryptem C.K. Wysokiego Prezydium Rady Szkolnej Krajowej z 22 sierpnia 1883 w charakterze suplenta został przeniesiony ze stanowiska zastępcy nauczyciela z II Gimnazjum we Lwowie na równorzędną posadę do C.K. Gimnazjum w Sanoku. Reskryptem z 18 sierpnia 1884 C.K. Ministra Wyznań i Oświecenia został mianowany nauczycielem rzeczywistym. W sanockim gimnazjum uczył filologii klasycznej, języka łacińskiego, języka polskiego, języka greckiego, gimnastyki oraz był kierownikiem zabaw i gier dla młodzieży, których był inicjatorem. Reskryptem Wysokiego c. k. Prezydium Rady Szkolnej Krajowej z 29 października 1887 został zatwierdzony na stałe w zawodzie nauczyciela i otrzymał tytuł c. k. profesora. W zawodzie otrzymał ósmą rangę służbową od 1 stycznia 1900 i siódmą rangę 27 października 1904. Po zapoznaniu się z organizacją gier i zabaw w Parku Jordana w Krakowie wcielił te założenia w ramach sanockiego gimnazjum. Zajęcia te prowadził w czasie pauz w godzinach szkolnych lub w porach popołudniowych. Był pierwszym sanoczaninem, który stworzył podręcznik szkolny do wychowania fizycznego (1897/1898). Propagował wychowanie fizyczne wśród młodzieży i mieszkańców Sanoka. Zasługi Romana Vetulaniego w zakresie wychowania fizycznego sanockich gimnazjalistów zostały docenione na łamach „Przeglądu Higienicznego” w numerze 10/1895.
Został odznaczony austro-węgierskim Medalem Jubileuszowym Pamiątkowym dla Cywilnych Funkcjonariuszów Państwowych. Od władz oraz społeczeństwa otrzymywał także wyrazy uznania za kształtowanie fizycznego rozwoju młodzieży.
Udzielał się w działalności społecznej, należąc do różnych towarzystw oraz instytucji humanitarnych. Kulturę fizyczną propagował nie tylko w gimnazjum, ale także wśród mieszkańców Sanoka. Pełnił mandat radnego miejskiego w Sanoku (został wybrany w 1884). Znalazł się w delegacji miasta na pogrzeb Józefa Ignacego Kraszewskiego w Krakowie 18 kwietnia 1887 oraz na uroczystość odsłonięcia Pomnika Jana III Sobieskiego we Lwowie 20 listopada 1898 (wraz z Pawłem Hydzikiem). Uzyskał prawo swojszczyzny, oznaczające przynależność do miasta. Był jednym z założycieli sanockiego gniazda Polskiego Towarzystwa Gimnastycznego „Sokół”, w którym pełnił funkcje członka i sekretarza wydziału oraz zastępcy delegata Związku i był jednym z najaktywniejszych działaczy. Wraz z przedstawicielami macierzystego oddziału uczestniczył w jubileuszowym I Zlocie Sokolim od 5 do 6 czerwca 1892 we Lwowie z okazji 25-lecia Towarzystwa. Był członkiem wydziału Towarzystwa Korpusów Wakacyjnych w Sanoku. Uczestniczył w Kongresie Pedagogów Polskich we Lwowie (16-18 lipca 1894), gdzie miał wygłosić referat pt. O ile szkoła średnia obecna może przyczynić się do fizycznego wykształcenia młodzieży?. Był członkiem i działaczem Towarzystwa Nauczycieli Szkół Wyższych we Lwowie, 17 listopada 1894 został wybrany zastępcą członka wydziału na rok 1895 koła jasielsko-sanockiego TNSW z siedzibą w Sanoku, z zastępstwem w Sanoku. Działał w Towarzystwie Pomocy Naukowej w Sanoku, gdzie w czerwcu 1896 został wybrany członkiem komisji rewizyjnej, a w styczniu 1897 został wybrany rewidentem wydziału. Był członkiem zwyczajnym Macierzy Szkolnej dla Księstwa Cieszyńskiego, pełnił funkcję delegata, a w uznaniu swoich zasług w 1898 otrzymał tytuł członka honorowego tej organizacji. Był także członkiem Towarzystwa Filologicznego, sanockiego koła Towarzystwa Szkoły Ludowej.
Pracę zawodową i społeczną kontynuował mimo tego, że chorował. Latem 1906 wyjechał do Zawoi celem poratowania zdrowia. Tam zmarł 12 sierpnia 1906 w wieku niespełna 58 lat na zawał serca. Tam został pochowany 14 sierpnia 1906, a podczas pogrzebu przemówienie pożegnalne wygłosił prof. Antoni Bielak z sanockiego gimnazjum.

## Życie prywatne
Roman Vetulani 19 listopada 1887 zawarł związek małżeński z Matyldą Pisz, córką bocheńskiego drukarza i księgarza Wawrzyńca Pisza oraz Marianny Krawczyńskiej. Ich ślub odbył się w kościele w Bochni, a świadkami byli Władysław Pisz (brat Matyldy) i Jan Vetulani (brat Romana). W 1889 r. urodził się im syn Kazimierz. Matylda Pisz zmarła w Sanoku po czterech latach małżeństwa, 15 grudnia 1891, w wieku trzydziestu lat. Została pochowana w rodzinnym grobie Piszów w Bochni, obok swoich rodziców i dwóch braci.
Roman Vetulani ożenił się ponownie w 1893 z Elżbietą Karoliną z domu Kunachowicz, z którą miał pięcioro dzieci: Zygmunta (ur. 1894, ekonomistę i dyplomatę), Marię Józefę (1895–1945; absolwentkę VIII klasy w Prywatnym Gimnazjum Żeńskim z prawem publiczności im. Juliusza Słowackiego we Lwowie w 1914 roku, magister nauk ekonomicznych, urzędniczkę prywatną Banku Rolnego w Krakowie), Tadeusza (ur. 1897, biologa i zootechnika), Adama (ur. 1901, historyka prawa średniowiecznego) oraz Elżbietę (zmarłą na gruźlicę 20 grudnia 1921, w wieku 18 lat). Rodzina Vetulanich zamieszkiwała w Sanoku w domu przy ulicy Floriańskiej, a od 1886 w Willi Zaleskich przy placu św. Jana.
Podczas pracy w Sanoku Roman Vetulani opiekował się swoim bratankiem, Janem Vetulani (synem Jana), który zmarł w 1888 jako uczeń V klasy sanockiego gimnazjum.
Po śmierci męża wdowa po Romanie Vetulanim, Elżbieta, posiadała realność przy ulicy Podgórze pod numerem konskrypcyjnym 284, gdzie zamieszkiwała wraz z dziećmi.
Po wybuchu I wojny światowej Elżbieta Vetulani wyjechała z Sanoka 19 września 1914 zostawiając dom rodzinny, następnie dotarła do Cieszyna, a po dwóch miesiącach podróży do Wiednia, gdzie przebywała wraz z pięcioma bliskimi osobami.
Rodzina Vetulanich
|  |  |                    |                    |                    |                    |                    |                    |  |  |              |              |              |              |                    |                    |                    |                    | Michał Vetulani    | Michał Vetulani    | Michał Vetulani | Michał Vetulani | Michał Vetulani  | Michał Vetulani  |                  |                  | Franciszka Śliwińska | Franciszka Śliwińska | Franciszka Śliwińska | Franciszka Śliwińska | Franciszka Śliwińska | Franciszka Śliwińska |                           |                           |                           |                           |                           |                           |                      |                      |                                 |                                 |                                 |                                 |                                 |                                 |  |  |                            |                            |                            |                            |                            |                            |               |               |                |                |                    |                    |                    |                    |                    |                    |                 |                 |                 |                 |                 |                 |                |                |  |  |                 |                 |                     |                     |                     |                     |                     |                     |                         |                         |                                |                                |                                |                                |                                |                                |                  |                  |                  |                  |                  |                  |  |  |  |  |  |  |  |  |  |  |
|  |  |                    |                    |                    |                    |                    |                    |  |  |              |              |              |              |                    |                    |                    |                    | Michał Vetulani    | Michał Vetulani    | Michał Vetulani | Michał Vetulani | Michał Vetulani  | Michał Vetulani  |                  |                  | Franciszka Śliwińska | Franciszka Śliwińska | Franciszka Śliwińska | Franciszka Śliwińska | Franciszka Śliwińska | Franciszka Śliwińska |                           |                           |                           |                           |                           |                           |                      |                      |                                 |                                 |                                 |                                 |                                 |                                 |  |  |                            |                            |                            |                            |                            |                            |               |               |                |                |                    |                    |                    |                    |                    |                    |                 |                 |                 |                 |                 |                 |                |                |  |  |                 |                 |                     |                     |                     |                     |                     |                     |                         |                         |                                |                                |                                |                                |                                |                                |                  |                  |                  |                  |                  |                  |  |  |  |  |  |  |  |  |  |  |
|  |  |                    |                    |                    |                    |                    |                    |  |  |              |              |              |              |                    |                    |                    |                    |                    |                    |                 |                 |                  |                  |                  |                  |                      |                      |                      |                      |                      |                      |                           |                           |                           |                           |                           |                           |                      |                      |                                 |                                 |                                 |                                 |                                 |                                 |  |  |                            |                            |                            |                            |                            |                            |               |               |                |                |                    |                    |                    |                    |                    |                    |                 |                 |                 |                 |                 |                 |                |                |  |  |                 |                 |                     |                     |                     |                     |                     |                     |                         |                         |                                |                                |                                |                                |                                |                                |                  |                  |                  |                  |                  |                  |  |  |  |  |  |  |  |  |  |  |
|  |  |                    |                    |                    |                    |                    |                    |  |  |              |              |              |              |                    |                    |                    |                    |                    |                    |                 |                 |                  |                  |                  |                  |                      |                      |                      |                      |                      |                      |                           |                           |                           |                           |                           |                           |                      |                      |                                 |                                 |                                 |                                 |                                 |                                 |  |  |                            |                            |                            |                            |                            |                            |               |               |                |                |                    |                    |                    |                    |                    |                    |                 |                 |                 |                 |                 |                 |                |                |  |  |                 |                 |                     |                     |                     |                     |                     |                     |                         |                         |                                |                                |                                |                                |                                |                                |                  |                  |                  |                  |                  |                  |  |  |  |  |  |  |  |  |  |  |
|  |  | Jan Vetulani       | Jan Vetulani       | Jan Vetulani       | Jan Vetulani       | Jan Vetulani       | Jan Vetulani       |  |  | Matylda Pisz | Matylda Pisz | Matylda Pisz | Matylda Pisz | Matylda Pisz       | Matylda Pisz       |                    |                    |                    |                    |                 |                 | Roman Vetulani   | Roman Vetulani   | Roman Vetulani   | Roman Vetulani   | Roman Vetulani       | Roman Vetulani       |                      |                      |                      |                      |                           |                           | Elżbieta Kunachowicz      | Elżbieta Kunachowicz      | Elżbieta Kunachowicz      | Elżbieta Kunachowicz      | Elżbieta Kunachowicz | Elżbieta Kunachowicz |                                 |                                 |                                 |                                 |                                 |                                 |  |  |                            |                            |                            |                            |                            |                            |               |               |                |                | Franciszek Latinik | Franciszek Latinik | Franciszek Latinik | Franciszek Latinik | Franciszek Latinik | Franciszek Latinik |                 |                 |                 |                 |                 |                 |                |                |  |  |                 |                 | Franciszek Vetulani | Franciszek Vetulani | Franciszek Vetulani | Franciszek Vetulani | Franciszek Vetulani | Franciszek Vetulani |                         |                         | Katarzyna Ipohorska-Lenkiewicz | Katarzyna Ipohorska-Lenkiewicz | Katarzyna Ipohorska-Lenkiewicz | Katarzyna Ipohorska-Lenkiewicz | Katarzyna Ipohorska-Lenkiewicz | Katarzyna Ipohorska-Lenkiewicz |                  |                  |                  |                  |                  |                  |  |  |  |  |  |  |  |  |  |  |
|  |  | Jan Vetulani       | Jan Vetulani       | Jan Vetulani       | Jan Vetulani       | Jan Vetulani       | Jan Vetulani       |  |  | Matylda Pisz | Matylda Pisz | Matylda Pisz | Matylda Pisz | Matylda Pisz       | Matylda Pisz       |                    |                    |                    |                    |                 |                 | Roman Vetulani   | Roman Vetulani   | Roman Vetulani   | Roman Vetulani   | Roman Vetulani       | Roman Vetulani       |                      |                      |                      |                      |                           |                           | Elżbieta Kunachowicz      | Elżbieta Kunachowicz      | Elżbieta Kunachowicz      | Elżbieta Kunachowicz      | Elżbieta Kunachowicz | Elżbieta Kunachowicz |                                 |                                 |                                 |                                 |                                 |                                 |  |  |                            |                            |                            |                            |                            |                            |               |               |                |                | Franciszek Latinik | Franciszek Latinik | Franciszek Latinik | Franciszek Latinik | Franciszek Latinik | Franciszek Latinik |                 |                 |                 |                 |                 |                 |                |                |  |  |                 |                 | Franciszek Vetulani | Franciszek Vetulani | Franciszek Vetulani | Franciszek Vetulani | Franciszek Vetulani | Franciszek Vetulani |                         |                         | Katarzyna Ipohorska-Lenkiewicz | Katarzyna Ipohorska-Lenkiewicz | Katarzyna Ipohorska-Lenkiewicz | Katarzyna Ipohorska-Lenkiewicz | Katarzyna Ipohorska-Lenkiewicz | Katarzyna Ipohorska-Lenkiewicz |                  |                  |                  |                  |                  |                  |  |  |  |  |  |  |  |  |  |  |
|  |  |                    |                    |                    |                    |                    |                    |  |  |              |              |              |              |                    |                    |                    |                    |                    |                    |                 |                 |                  |                  |                  |                  |                      |                      |                      |                      |                      |                      |                           |                           |                           |                           |                           |                           |                      |                      |                                 |                                 |                                 |                                 |                                 |                                 |  |  |                            |                            |                            |                            |                            |                            |               |               |                |                |                    |                    |                    |                    |                    |                    |                 |                 |                 |                 |                 |                 |                |                |  |  |                 |                 |                     |                     |                     |                     |                     |                     |                         |                         |                                |                                |                                |                                |                                |                                |                  |                  |                  |                  |                  |                  |  |  |  |  |  |  |  |  |  |  |
|  |  |                    |                    |                    |                    |                    |                    |  |  |              |              |              |              |                    |                    |                    |                    |                    |                    |                 |                 |                  |                  |                  |                  |                      |                      |                      |                      |                      |                      |                           |                           |                           |                           |                           |                           |                      |                      |                                 |                                 |                                 |                                 |                                 |                                 |  |  |                            |                            |                            |                            |                            |                            |               |               |                |                |                    |                    |                    |                    |                    |                    |                 |                 |                 |                 |                 |                 |                |                |  |  |                 |                 |                     |                     |                     |                     |                     |                     |                         |                         |                                |                                |                                |                                |                                |                                |                  |                  |                  |                  |                  |                  |  |  |  |  |  |  |  |  |  |  |
|  |  | Eugeniusz Vetulani | Eugeniusz Vetulani | Eugeniusz Vetulani | Eugeniusz Vetulani | Eugeniusz Vetulani | Eugeniusz Vetulani |  |  |              |              |              |              | Kazimierz Vetulani | Kazimierz Vetulani | Kazimierz Vetulani | Kazimierz Vetulani | Kazimierz Vetulani | Kazimierz Vetulani |                 |                 | Zygmunt Vetulani | Zygmunt Vetulani | Zygmunt Vetulani | Zygmunt Vetulani | Zygmunt Vetulani     | Zygmunt Vetulani     |                      |                      | Tadeusz Vetulani     | Tadeusz Vetulani     | Tadeusz Vetulani          | Tadeusz Vetulani          | Tadeusz Vetulani          | Tadeusz Vetulani          |                           |                           | Maria Godlewska      | Maria Godlewska      | Maria Godlewska                 | Maria Godlewska                 | Maria Godlewska                 | Maria Godlewska                 |                                 |                                 |  |  |                            |                            | Adam Vetulani              | Adam Vetulani              | Adam Vetulani              | Adam Vetulani              | Adam Vetulani | Adam Vetulani |                |                | Irena Latinik      | Irena Latinik      | Irena Latinik      | Irena Latinik      | Irena Latinik      | Irena Latinik      |                 |                 | Zofia Vetulani  | Zofia Vetulani  | Zofia Vetulani  | Zofia Vetulani  | Zofia Vetulani | Zofia Vetulani |  |  | Bohdan de Nisau | Bohdan de Nisau | Bohdan de Nisau     | Bohdan de Nisau     | Bohdan de Nisau     | Bohdan de Nisau     |                     |                     | Maria Vetulani de Nisau | Maria Vetulani de Nisau | Maria Vetulani de Nisau        | Maria Vetulani de Nisau        | Maria Vetulani de Nisau        | Maria Vetulani de Nisau        |                                |                                | Cecylia Vetulani | Cecylia Vetulani | Cecylia Vetulani | Cecylia Vetulani | Cecylia Vetulani | Cecylia Vetulani |  |  |  |  |  |  |  |  |  |  |
|  |  | Eugeniusz Vetulani | Eugeniusz Vetulani | Eugeniusz Vetulani | Eugeniusz Vetulani | Eugeniusz Vetulani | Eugeniusz Vetulani |  |  |              |              |              |              | Kazimierz Vetulani | Kazimierz Vetulani | Kazimierz Vetulani | Kazimierz Vetulani | Kazimierz Vetulani | Kazimierz Vetulani |                 |                 | Zygmunt Vetulani | Zygmunt Vetulani | Zygmunt Vetulani | Zygmunt Vetulani | Zygmunt Vetulani     | Zygmunt Vetulani     |                      |                      | Tadeusz Vetulani     | Tadeusz Vetulani     | Tadeusz Vetulani          | Tadeusz Vetulani          | Tadeusz Vetulani          | Tadeusz Vetulani          |                           |                           | Maria Godlewska      | Maria Godlewska      | Maria Godlewska                 | Maria Godlewska                 | Maria Godlewska                 | Maria Godlewska                 |                                 |                                 |  |  |                            |                            | Adam Vetulani              | Adam Vetulani              | Adam Vetulani              | Adam Vetulani              | Adam Vetulani | Adam Vetulani |                |                | Irena Latinik      | Irena Latinik      | Irena Latinik      | Irena Latinik      | Irena Latinik      | Irena Latinik      |                 |                 | Zofia Vetulani  | Zofia Vetulani  | Zofia Vetulani  | Zofia Vetulani  | Zofia Vetulani | Zofia Vetulani |  |  | Bohdan de Nisau | Bohdan de Nisau | Bohdan de Nisau     | Bohdan de Nisau     | Bohdan de Nisau     | Bohdan de Nisau     |                     |                     | Maria Vetulani de Nisau | Maria Vetulani de Nisau | Maria Vetulani de Nisau        | Maria Vetulani de Nisau        | Maria Vetulani de Nisau        | Maria Vetulani de Nisau        |                                |                                | Cecylia Vetulani | Cecylia Vetulani | Cecylia Vetulani | Cecylia Vetulani | Cecylia Vetulani | Cecylia Vetulani |  |  |  |  |  |  |  |  |  |  |
|  |  |                    |                    |                    |                    |                    |                    |  |  |              |              |              |              |                    |                    |                    |                    |                    |                    |                 |                 |                  |                  |                  |                  |                      |                      |                      |                      |                      |                      |                           |                           |                           |                           |                           |                           |                      |                      |                                 |                                 |                                 |                                 |                                 |                                 |  |  |                            |                            |                            |                            |                            |                            |               |               |                |                |                    |                    |                    |                    |                    |                    |                 |                 |                 |                 |                 |                 |                |                |  |  |                 |                 |                     |                     |                     |                     |                     |                     |                         |                         |                                |                                |                                |                                |                                |                                |                  |                  |                  |                  |                  |                  |  |  |  |  |  |  |  |  |  |  |
|  |  | Armand Vetulani    | Armand Vetulani    | Armand Vetulani    | Armand Vetulani    | Armand Vetulani    | Armand Vetulani    |  |  |              |              |              |              |                    |                    |                    |                    |                    |                    |                 |                 | Wanda Vetulani   | Wanda Vetulani   | Wanda Vetulani   | Wanda Vetulani   | Wanda Vetulani       | Wanda Vetulani       |                      |                      |                      |                      | Zygmunt Vetulani          | Zygmunt Vetulani          | Zygmunt Vetulani          | Zygmunt Vetulani          | Zygmunt Vetulani          | Zygmunt Vetulani          |                      |                      | Grażyna Małgorzata Świerczyńska | Grażyna Małgorzata Świerczyńska | Grażyna Małgorzata Świerczyńska | Grażyna Małgorzata Świerczyńska | Grażyna Małgorzata Świerczyńska | Grażyna Małgorzata Świerczyńska |  |  | Krystyna Vetulani-Belfoure | Krystyna Vetulani-Belfoure | Krystyna Vetulani-Belfoure | Krystyna Vetulani-Belfoure | Krystyna Vetulani-Belfoure | Krystyna Vetulani-Belfoure |               |               | Jerzy Vetulani | Jerzy Vetulani | Jerzy Vetulani     | Jerzy Vetulani     | Jerzy Vetulani     | Jerzy Vetulani     |                    |                    | Maria Pająk     | Maria Pająk     | Maria Pająk     | Maria Pająk     | Maria Pająk     | Maria Pająk     |                |                |  |  |                 |                 |                     |                     | Witold de Nisau     | Witold de Nisau     | Witold de Nisau     | Witold de Nisau     | Witold de Nisau         | Witold de Nisau         |                                |                                |                                |                                |                                |                                |                  |                  |                  |                  |                  |                  |  |  |  |  |  |  |  |  |  |  |
|  |  | Armand Vetulani    | Armand Vetulani    | Armand Vetulani    | Armand Vetulani    | Armand Vetulani    | Armand Vetulani    |  |  |              |              |              |              |                    |                    |                    |                    |                    |                    |                 |                 | Wanda Vetulani   | Wanda Vetulani   | Wanda Vetulani   | Wanda Vetulani   | Wanda Vetulani       | Wanda Vetulani       |                      |                      |                      |                      | Zygmunt Vetulani          | Zygmunt Vetulani          | Zygmunt Vetulani          | Zygmunt Vetulani          | Zygmunt Vetulani          | Zygmunt Vetulani          |                      |                      | Grażyna Małgorzata Świerczyńska | Grażyna Małgorzata Świerczyńska | Grażyna Małgorzata Świerczyńska | Grażyna Małgorzata Świerczyńska | Grażyna Małgorzata Świerczyńska | Grażyna Małgorzata Świerczyńska |  |  | Krystyna Vetulani-Belfoure | Krystyna Vetulani-Belfoure | Krystyna Vetulani-Belfoure | Krystyna Vetulani-Belfoure | Krystyna Vetulani-Belfoure | Krystyna Vetulani-Belfoure |               |               | Jerzy Vetulani | Jerzy Vetulani | Jerzy Vetulani     | Jerzy Vetulani     | Jerzy Vetulani     | Jerzy Vetulani     |                    |                    | Maria Pająk     | Maria Pająk     | Maria Pająk     | Maria Pająk     | Maria Pająk     | Maria Pająk     |                |                |  |  |                 |                 |                     |                     | Witold de Nisau     | Witold de Nisau     | Witold de Nisau     | Witold de Nisau     | Witold de Nisau         | Witold de Nisau         |                                |                                |                                |                                |                                |                                |                  |                  |                  |                  |                  |                  |  |  |  |  |  |  |  |  |  |  |
|  |  |                    |                    |                    |                    |                    |                    |  |  |              |              |              |              |                    |                    |                    |                    |                    |                    |                 |                 |                  |                  |                  |                  |                      |                      |                      |                      |                      |                      |                           |                           |                           |                           |                           |                           |                      |                      |                                 |                                 |                                 |                                 |                                 |                                 |  |  |                            |                            |                            |                            |                            |                            |               |               |                |                |                    |                    |                    |                    |                    |                    |                 |                 |                 |                 |                 |                 |                |                |  |  |                 |                 |                     |                     |                     |                     |                     |                     |                         |                         |                                |                                |                                |                                |                                |                                |                  |                  |                  |                  |                  |                  |  |  |  |  |  |  |  |  |  |  |
|  |  |                    |                    |                    |                    |                    |                    |  |  |              |              |              |              |                    |                    |                    |                    |                    |                    |                 |                 |                  |                  |                  |                  |                      |                      |                      |                      |                      |                      |                           |                           |                           |                           |                           |                           |                      |                      |                                 |                                 |                                 |                                 |                                 |                                 |  |  |                            |                            |                            |                            |                            |                            |               |               |                |                |                    |                    |                    |                    |                    |                    |                 |                 |                 |                 |                 |                 |                |                |  |  |                 |                 |                     |                     |                     |                     |                     |                     |                         |                         |                                |                                |                                |                                |                                |                                |                  |                  |                  |                  |                  |                  |  |  |  |  |  |  |  |  |  |  |
|  |  |                    |                    |                    |                    |                    |                    |  |  |              |              |              |              |                    |                    |                    |                    |                    |                    |                 |                 |                  |                  |                  |                  |                      |                      |                      |                      |                      |                      | Agnieszka Vetulani-Cęgiel | Agnieszka Vetulani-Cęgiel | Agnieszka Vetulani-Cęgiel | Agnieszka Vetulani-Cęgiel | Agnieszka Vetulani-Cęgiel | Agnieszka Vetulani-Cęgiel |                      |                      | Maria Vetulani                  | Maria Vetulani                  | Maria Vetulani                  | Maria Vetulani                  | Maria Vetulani                  | Maria Vetulani                  |  |  | Charles Belfoure           | Charles Belfoure           | Charles Belfoure           | Charles Belfoure           | Charles Belfoure           | Charles Belfoure           |               |               | Marek Vetulani | Marek Vetulani | Marek Vetulani     | Marek Vetulani     | Marek Vetulani     | Marek Vetulani     |                    |                    | Tomasz Vetulani | Tomasz Vetulani | Tomasz Vetulani | Tomasz Vetulani | Tomasz Vetulani | Tomasz Vetulani |                |                |  |  |                 |                 |                     |                     |                     |                     |                     |                     |                         |                         |                                |                                |                                |                                |                                |                                |                  |                  |                  |                  |                  |                  |  |  |  |  |  |  |  |  |  |  |

|- 
|}

## Publikacje
- Czy i o ile szkoła średnia może przyczynić się do fizycznego wykształcenia młodzieży. Kraków, nakładem Towarzystwa Opieki Zdrowia, druk A. Słomskiego i Sp. (1894)[49]
- Rozkład ćwiczeń i zabaw gimnastycznych dla 6 oddziałów w gimnazyum Sanockiem (1898)[50]
- Program respirjów, czyli organizacja zabaw szkolnych w przerwach między godzinami nauki przedpołudniowej wraz z porządkiem zabaw popołudniowych (1904)[51]

## Odznaczenia
- Medal Jubileuszowy Pamiątkowy dla Cywilnych Funkcjonariuszów Państwowych[23]

## Pamięć
Przychylnie o Romanie Vetulanim wyraził się w swoich wspomnieniach jego uczeń w sanockim gimnazjum, Stanisław Rymar, który uznał go za „dobrego filologa”.
Tak mówił o Romanie Vetulanim po latach jego wnuk Jerzy:

Cała ta rodzina miała nie tylko włosko-toskańskie korzenie, ale i toskańskie zajęcie; pracowali jako nadzór górniczy w kopalniach soli. (...) Dopiero mój dziadek Roman zerwał z górniczą tradycją i został profesorem gimnazjalnym w Sanoku. Uczył tam łaciny i greki, ale ciekawe, że to on wprowadził w sanockim gimnazjum wychowanie fizyczne i zdaje się organizował tam drużyny „Sokoła”. Zmarł na serce, zostawiając moją babkę z sześciorgiem dzieci. Bardzo zmagali się z biedą już przed rokiem 1914. Po wybuchu pierwszej wojny światowej babka z dwójką najmłodszych pojechała do Wiednia, ale tam było im jeszcze gorzej.

Podczas procesu zmian nazw ulicy w Sanoku w maju 1989 zaproponowano nazwanie jednej z odnóg ulicy Wincentego Witosa w dzielnicy Dąbrówka „ulicą Vetulanich”. Ulica pod taką nazw w ww. dzielnicy widnieje w źródłach urzędowych z 1990, jednak współcześnie nie ma już jej w wykazie ulic miasta Sanoka.